# Sparkasse Dillenburg
Die Sparkasse Dillenburg ist eine Sparkasse in Hessen mit Sitz in Dillenburg. Sie ist eine Anstalt des öffentlichen Rechts.

## Geschäftsgebiet und Träger
Das Geschäftsgebiet der Sparkasse Dillenburg umfasst den früheren Dillkreis als Teil des heutigen Lahn-Dill-Kreises. Träger der Sparkasse Dillenburg ist der Sparkassenzweckverband Dillenburg, dem als Mitglieder der Lahn-Dill-Kreis, die Städte Dillenburg, Haiger und Herborn sowie die Gemeinden Breitscheid, Dietzhölztal, Driedorf, Eschenburg, Greifenstein, Mittenaar, Siegbach und Sinn angehören.

## Geschäftszahlen
Die Sparkasse Dillenburg wies im Geschäftsjahr 2023 eine Bilanzsumme von 1,67 Mrd. Euro aus und verfügte über Kundeneinlagen von 1,313 Mrd. Euro. Gemäß der Sparkassenrangliste 2023 liegt sie nach Bilanzsumme auf Rang 261. Sie unterhält 17 Filialen/Selbstbedienungsstandorte und beschäftigt 288 Mitarbeiter.

## Sparkassen-Finanzgruppe
Die Sparkasse Dillenburg ist Teil der Sparkassen-Finanzgruppe und gehört damit auch ihrem Haftungsverbund an. Er sichert den Bestand der Institute und sorgt dafür, dass sie auch im Fall der Insolvenz einzelner Sparkassen alle Verbindlichkeiten erfüllen können. Die Sparkasse vermittelt Bausparverträge der regionalen Landesbausparkasse, offene Investmentfonds der Deka und Versicherungen der SV SparkassenVersicherung. Im Bereich des Leasing arbeitet die Sparkasse Dillenburg mit der  Deutschen Leasing zusammen. Die Funktion der Sparkassenzentralbank nimmt die Landesbank Hessen-Thüringen wahr.